# Gråbroking
Gråbroking (Panaeolus papilionaceus) är en svampart. Enligt Catalogue of Life ingår Gråbroking i släktet Panaeolus, ordningen Agaricales, klassen Agaricomycetes, divisionen basidiesvampar och riket svampar, men enligt Dyntaxa är tillhörigheten istället släktet Panaeolus, familjen Bolbitiaceae, ordningen Agaricales, klassen Agaricomycetes, divisionen basidiesvampar och riket svampar. Arten är reproducerande i Sverige.

## Underarter
Arten delas in i följande underarter:
- papilionaceus
- parvisporus

## Källor

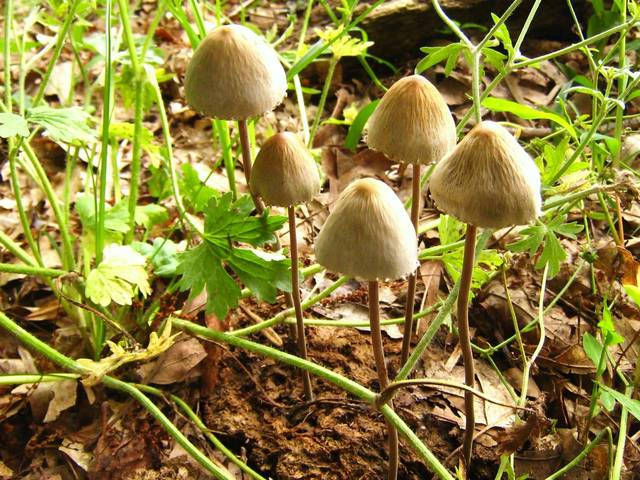
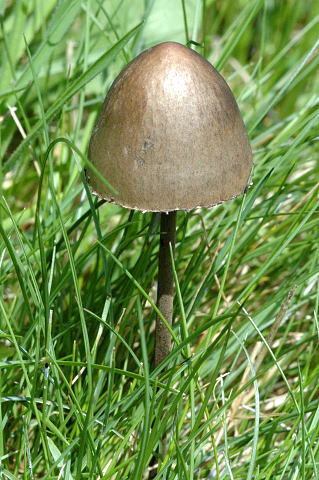
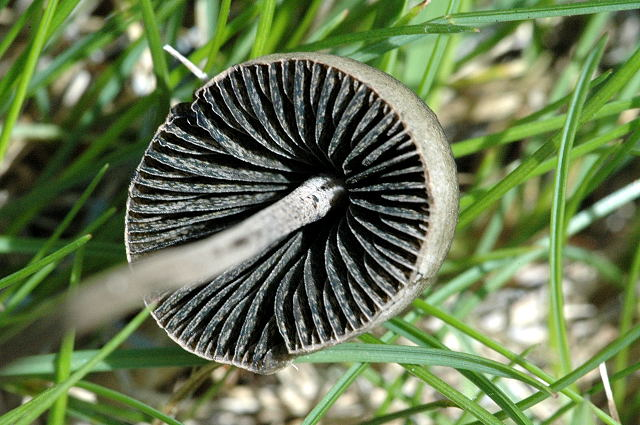
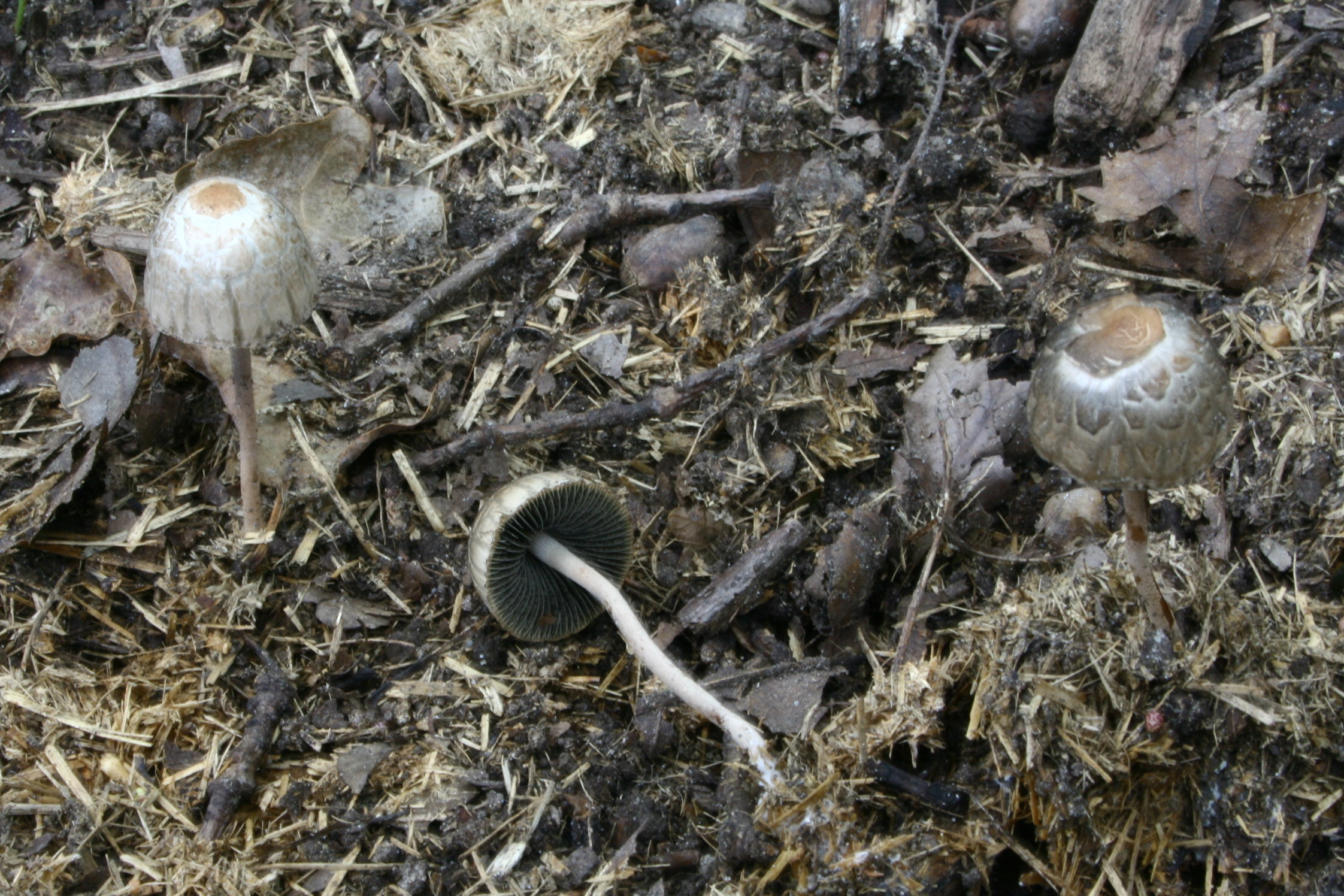
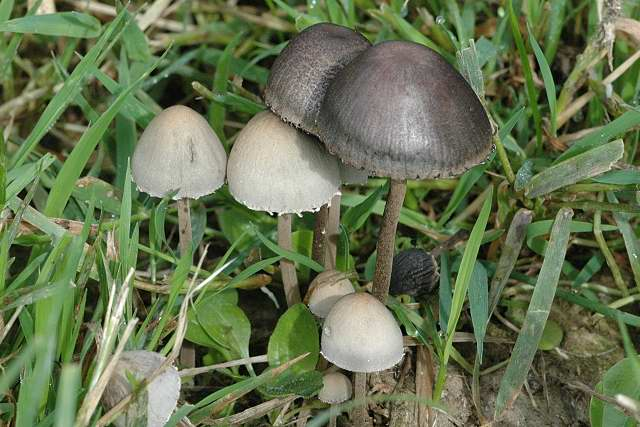
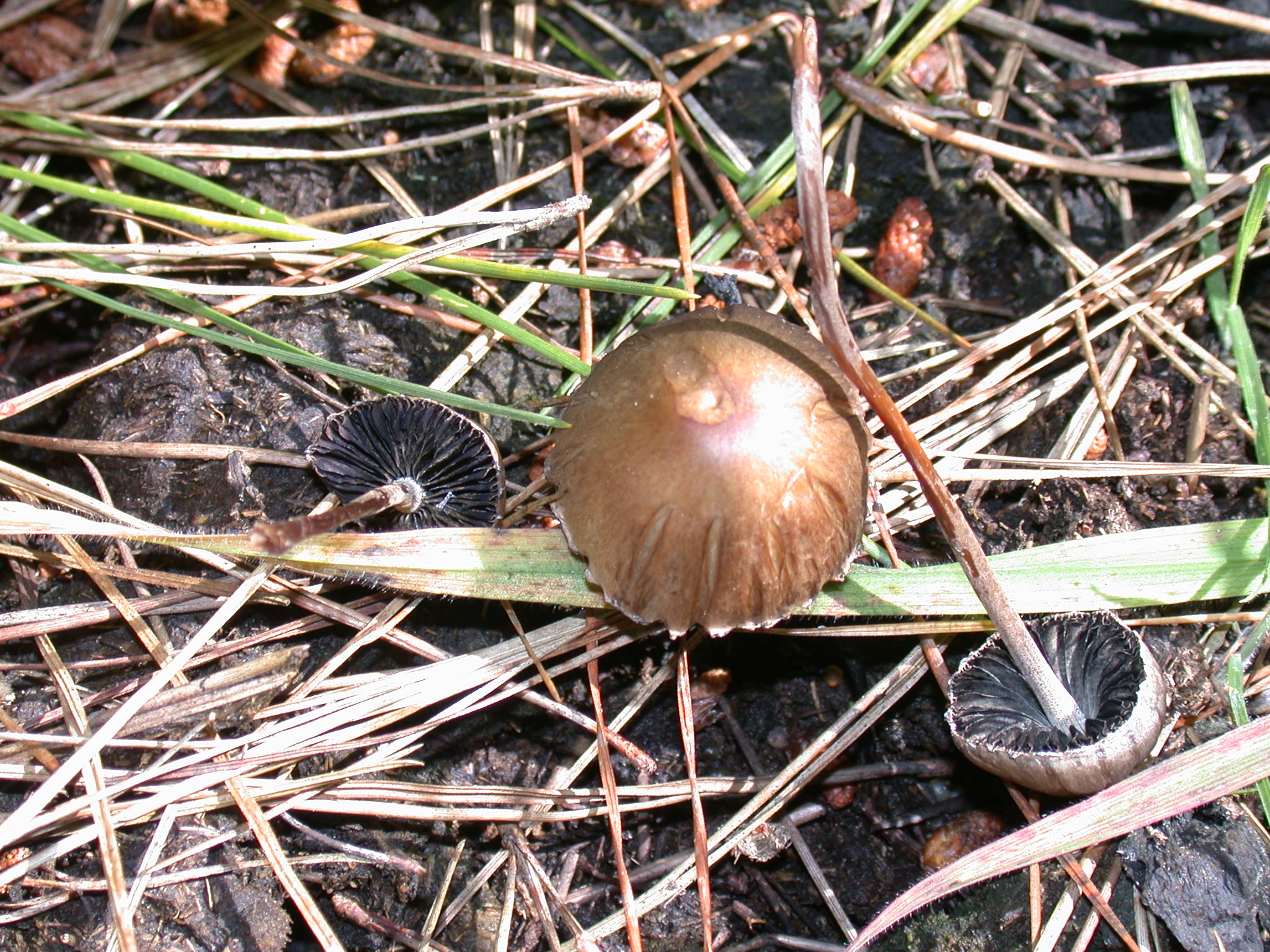
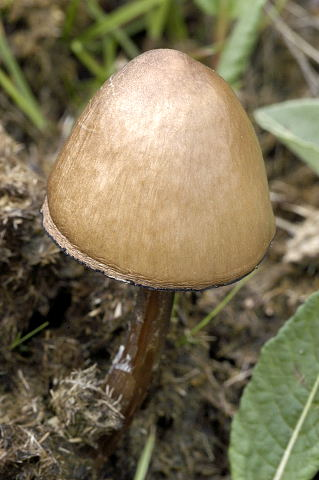